# Idea marosiana
Idea marosiana är en fjärilsart som beskrevs av Hans Fruhstorfer 1903. Idea marosiana ingår i släktet Idea och familjen praktfjärilar. Inga underarter finns listade i Catalogue of Life.